# Issei Yoshimi
Issei Yoshimi (吉見 一星 Yoshimi Issei?), född 16 juni 1982 i Yamagata prefektur, är en japansk före detta fotbollsspelare.
Yoshimi började sin karriär 2001 i Montedio Yamagata. 2003 flyttade han till Sagawa Printing. Han avslutade karriären 2003.